# حقه (فیلم)
حقه (به انگلیسی: The Hoax) فیلمی محصول سال ۲۰۰۶ و به کارگردانی لاسه هالستروم است. در این فیلم بازیگرانی همچون ریچارد گی‌یر، آلفرد مولینا، مارسیا گی هاردن، هوپ دیویس، ژولی دلپی، استنلی توچی، ایلای والاک، کریستوفر ایوان ولچ، پیتر مک‌رابی، ژلیکو ایوانک ایفای نقش کرده‌اند.